# Ямурзино
Яму́рзино (тат. Яморза) — село Агрызского района Республики Татарстан. Входит в состав Салаушского сельского поселения.

## Географическое положение
Село расположено в Восточном Предкамье на речке Азевка в 11 км по автодорогам к северо-востоку от центра поселения, села Салауши. Расстояние до города Агрыз составляет по автодорогам 76 км на север.
Село Ямурзино, как и весь Татарстан, находится в часовой зоне МСК (московское время). Смещение применяемого времени относительно UTC составляет +3:00.

## История
Деревня Янмурза относилась к Салаушевской тюбе Байлярской волости. По сведениям 1762 года, зафиксирована деревня из 3 душ тептярей.
По сведениям 1795 года, в деревне Яммурзиной Иж Бобьинской волости Сарапульской округи проживали 18 душ мужского пола татар.
В 1834 и 1859 годах в деревне на владельческой земле взяты на учёт 32 и 74 башкира, владевших 400 десятинами леса, 62 десятинами пашни. В 1840 году вотчинники сеяли 7 десятин озимого и 11 десятин ярового хлеба.
В «Списке населённых мест Российской империи», изданном в 1876 году, населённый пункт упомянут как две казённые деревни Яммурзино 1-е и Яммурзино 2-е 2-го стана Елабужского уезда Вятской губернии, при речке Азевке, расположенные в 65 верстах от уездного города Елабуга. В первой деревне насчитывалось 13 дворов и проживало 74 человека (37 мужчин и 37 женщин), во второй — 7 дворов и 54 человека (22 мужчины и 32 женщины).
В 1887 году в деревне Ямурзино Салаушского сельского общества Салаушской волости проживало 188 башкир (86 мужчин, 102 женщины) в 32 дворах, а в деревне Ямурзино Контузлинского сельского общества Пьяноборской волости — 88 государственных крестьян из татар (43 мужчины, 45 женщин) в 14 дворах. Земельный надел первой деревни составлял 515,78 десятин, второй деревни — 271,8 десятин земли (в том числе 2,9 десятин усадебной, 87,4 десятины пашни, 39,9 — сенокоса и 3,7 выгона, 105,9 десятин подушного леса и 29,3 — лесного надела, а также 2,7 десятин неудобной земли). У жителей первой деревни имелось 37 лошадей, 63 коровы и 88 единиц мелкого скота (овец, свиней и коз); 36 человек занимались местными промыслами (в том числе 24 смолокура), 5 — отхожими промыслами (из них 4 торговали на ярмарке в Мензелинском уезде). Было 5 грамотных и 33 учащихся. В деревне были мечеть и мельница. Во второй деревне имелась 61 лошадь, 68 коров и 131 единица мелкого скота. 11 человек занимались местными промыслами (в том числе 4 подёнщика), было 3 грамотных и 2 учащихся. В 1905 году в первой деревне проживало 228 человек (118 мужчин, 110 женщин) в 37 дворах, во второй — 101 житель (50 мужчин и 51 женщина) в 22 дворах.
В 1948 году — центр Ямурзинского сельсовета.

## Население
По переписи 2010 года в селе проживало 207 человек (105 мужчин, 102 женщины).
| 1762 | 1795 | 1834 | 1859 | 1887 | 1905 | 1920 | 1926 | 1938 | 1949 | 1958 | 1970 | 1989 | 2002 | 2010 | 2015 |
| ---- | ---- | ---- | ---- | ---- | ---- | ---- | ---- | ---- | ---- | ---- | ---- | ---- | ---- | ---- | ---- |
| 3    | 18   | 32   | 128  | 276  | 329  | 407  | 443  | 305  | 506  | 395  | 326  | 254  | 248  | 207  | 211  |

Национальный состав
Согласно результатам переписи 2002 года, в национальной структуре населения татары составили 100 %.

## Экономика
Действуют пилорама, НГДУ «Прикамнефть».

## Инфраструктура
Имеются начальная школа, сельский клуб, фельдшерский пункт, 2 магазина, 2 кладбища.
В селе две улицы — Речная и Советская.

## Религиозные объекты
В селе действует мечеть.

### Комментарии
1. ↑  ревизских душ
2. ↑  ревизских душ